# Kepínski (Mondkrater)
Kepínski ist ein Einschlagkrater auf der Rückseite des Erdmondes und kann deshalb von der Erde aus nicht direkt beobachtet werden. Er liegt nordwestlich des Kraters Vernadskiy und nordöstlich von Meggers.
Die äußere Kraterwand von Kepínski ist durch nachfolgende Einschläge, vor allem auf der südwestlichen Seite, geringfügig erodiert. Die Innenwände fallen zum Kraterboden hin ab, ohne besondere Merkmale zu zeigen. Der Kraterboden wird von einem mittig gelegenen, schüsselförmigen Krater dominiert, der vom Mittelpunkt aus leicht nach Nordwesten versetzt ist. Der Durchmesser dieses zentralen Einschlags beträgt weniger als die Hälfte von Kepinski, obwohl auch er einen kleinen äußeren Wall aufweist.
| Buchstabe | Position            | Durchmesser | Link |
| --------- | ------------------- | ----------- | ---- |
| C         | 29,96° N, 127,89° O | 22 km       |      |
| N         | 26,5° N, 126,05° O  | 40 km       |      |
| W         | 29,8° N, 124,77° O  | 26 km       |      |

Der Krater wurde 1979 von der IAU nach dem polnischen Astronomen Felicjan Kępiński offiziell benannt.